# Harry Manfredini
Harry Manfredini (Chicago, 25 agosto 1943) è un compositore jazz solista statunitense, autore della musica originale di oltre cento film, in particolare della serie Venerdì 13.
Il suo stile musicale si può paragonare a quello di Bernard Herrmann.
È ancora attivo a Hollywood.

## Filmografia parziale
- Tigri contro tigri (1978)
- Night Flowers (1979)
- Venerdì 13 (1980)
- The Children (1980)
- Venerdì 13 Parte 2 (1981)
- Il mostro della palude (1982)
- Venerdì 13 Parte 3 (1982)
- Un'estate pazzesca (1983)
- Venerdì 13 - Capitolo finale (1984)
- Le colline hanno gli occhi II (1985)
- Venerdì 13: il terrore continua (1985)
- Chi è sepolto in quella casa? (1986)
- Jolly Killer (1986)
- Venerdì 13 parte VI - Jason vive (1986)
- La casa di Helen (1987)
- Venerdì 13 parte VII - Il sangue scorre di nuovo in collaborazione con Fred Molin
- I demoni della mente (1988)
- Creatura degli abissi (1989)
- La casa 7 (1989)
- Chi ha ucciso Roger? (1992)
- Jason va all'inferno (1993)
- Amore! (1993)
- Storybook - Il libro delle favole (Storybook, regia di Lorenzo Doumani, 1996)
- Wishmaster - Il signore dei desideri (1997)
- Codice Omega (1999)
- Wolves of Wall Street (2002)
- JX - Jason X (2002)
- Anne Nicole (2007)

### Televisione
- Desiderio oscuro (A Dark Plan), regia di Armand Mastroianni – film TV (2012)